# Menores
Menores är en ort i Mexiko.   Den ligger i kommunen Silao de la Victoria och delstaten Guanajuato, i den centrala delen av landet, 290 km nordväst om huvudstaden Mexico City. Menores ligger 1 777 meter över havet och antalet invånare är 1 217.
Terrängen runt Menores är platt åt sydväst, men åt nordost är den kuperad. Runt Menores är det ganska tätbefolkat, med 207 invånare per kvadratkilometer. Närmaste större samhälle är Silao, 4,2 km nordväst om Menores. Trakten runt Menores består till största delen av jordbruksmark.